# Đầu nối XLR

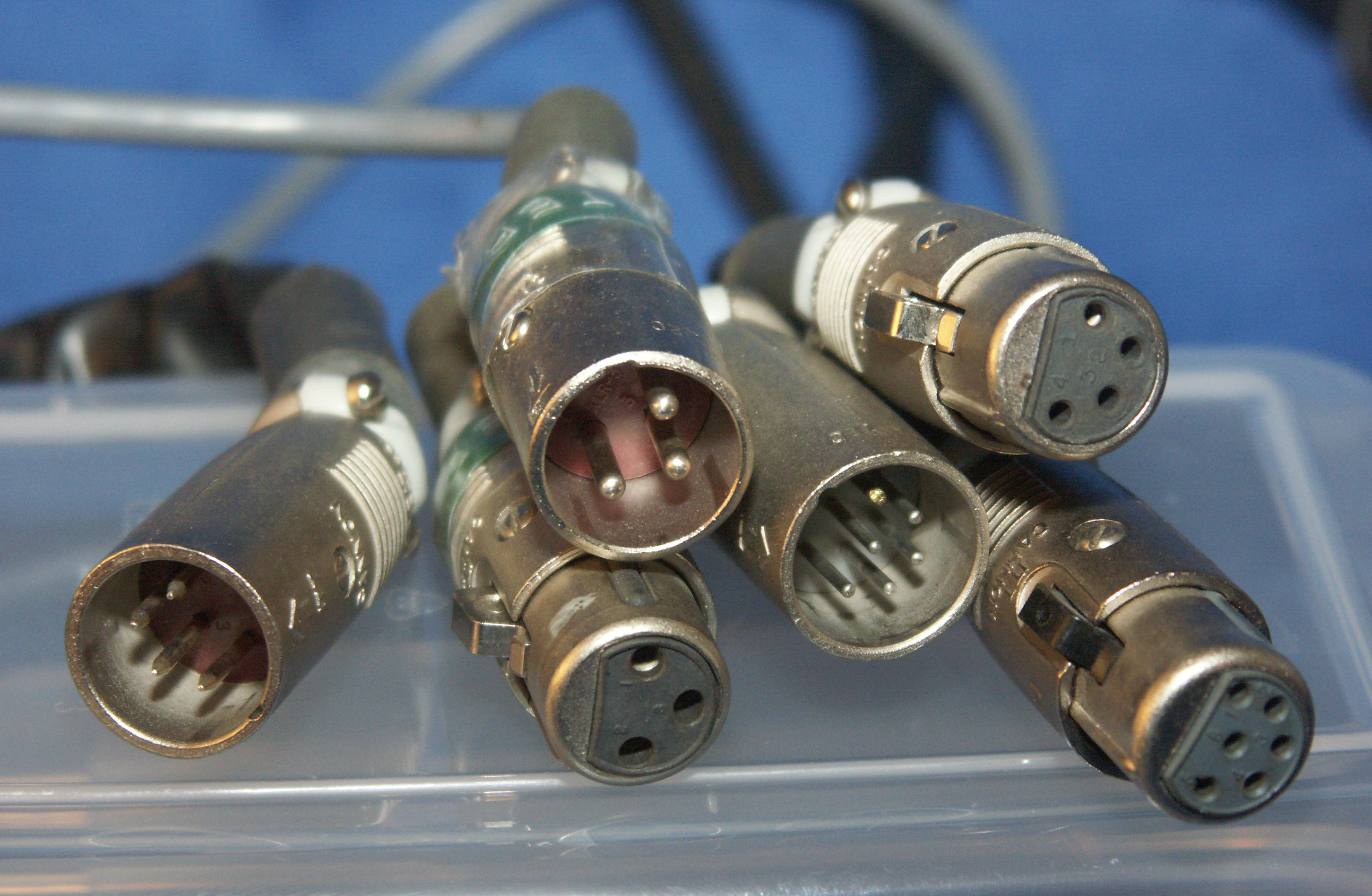
Các đầu nối cáp XLR cái và đực với số chân khác nhau.

Đầu nối XLR (XLR connector) là một kiểu đầu nối điện, chủ yếu được dùng trong thiết bị âm thanh chuyên nghiệp, video và sân khấu. Các đầu nối thiết kế có hình tròn và có từ 3 đến 7 chân. Chúng thường được kết hợp với kết nối âm thanh cân bằng, nhưng cũng được sử dụng để điều khiển ánh sáng, nối nguồn điện hạ thế và các ứng dụng khác .
Có nhiều nhà sản xuất đầu nối XLR, theo tiêu chuẩn quốc tế về kích thước, IEC 61076-2-103 . Chúng có bề ngoài tương tự với các đầu nối DIN cũ và nhỏ hơn, nhưng không tương thích về mặt vật lý với chúng .
Một phiên bản nhỏ hơn là đầu nối Mini XLR được sử dụng trên các thiết bị kích thước nhỏ.